# Walter "Papoose" Nelson
Walter "Papoose" Nelson (New Orleans, 26 juli 1932 - Harlem, 28 februari 1962) was een Amerikaans gitarist, voornamelijk bekend door zijn werk bij de band van Dave Bartholomew en zijn bijdragen aan de opnames van Fats Domino.

## Jeugd
Nelson kwam uit een muzikale familie, woonachtig in de de getto's van New Orleans. Zijn vader was jazz- en rhythm-and-bluesgitarist. Nelson jr groeide op onder slechte omstandigheden met bendeoorlogen in een gewelddadige situatie.

## Carrière
Nelson begon op 17-jarige leeftijd te spelen in nachtclubs bij de band van Professor Longhair (kortweg  "Fess" genoemd). Nelson raakte hier aan een levenslange verslaving aan heroïne. "Fess" introduceerde hem bij Fats Domino. Vanaf eind 1950 maakte Nelson deel uit van de groep, die Fats Domino begeleidde in de studio van Cosimo Matassa.
In 1957 speelde hij de gitaarpartij op "I'm Walkin'", een nr 1 r&b-hit. In 2019 werd deze opname opgenomen in de Grammy Hall of Fame.
Naast zijn bijdragen aan de opnames van Professor Longhair, werkte Nelson als studiogitarist voor enkele releases van Dave Bartholomew, en van  diens producties met Smiley Lewis, T-Bone Walker en Roosevelt Sykes.
In 1958 nam Herbert Hardesty in de Cosimo studio voor het sublabel Wing Records van Mercury Records 12 nummers voor een eigen album op. Het project werd afgebroken en het album werd niet uitgebracht. Pas in 2012 bracht het Britse Ace Records een cd uit met de opnames van Hardesty voor dit Wing label, gecombineerd met zijn latere opnames uit 1961, die uitgebracht waren op het label Federal Recordings. Op deze cd is Nelson ook te horen als zanger in "It Must Be Wonderful".

## Overig
Nelson verscheen met de Fats Domino-band op film, onder meer in "Shake Rattle and Rock" in 1956.
Hij overleed op 28 februari 1962 in een hotel in Harlem aan een overdosis heroïne.
De Olympia Brass Band leidde een traditionele jazzbegrafenis voor hem op 10 maart 1962.